# 2 Coríntios 2
2 Coríntios 2 é o segundo capítulo da Segunda Epístola aos Coríntios, de autoria do Apóstolo Paulo, no Novo Testamento da Bíblia.

## Estrutura
A Tradução Brasileira da Bíblia organiza este capítulo da seguinte maneira:
- 2 Coríntios 2:1-4 - Explica a sua demora em ir vê-los (continuação de 2 Coríntios 1
- 2 Coríntios 2:5-11 - O penitente deve ser readmitido na igreja
- 2 Coríntios 2:12-13 - Desapontado por não achar a Tito
- 2 Coríntios 2:14-17 - O caráter e os frutos dos seus trabalhos